# 5 minuti prima
5 minuti prima è una serie televisiva italiana del 2022 di RaiPlay, prodotta da PanamaFilm in collaborazione con Rai Fiction, creata da Luca Padrini e Simona Nobile e diretta da Duccio Chiarini. In particolare, è una teen dramedy ambientata a Torino e incentrata sulle prime esperienze sessuali di alcuni adolescenti.

## Trama
A Torino vive Nina, una sedicenne timida e impacciata con l'altro sesso. In particolare poco prima di un rapporto sessuale, si blocca e non riesce ad avere una relazione normale con il suo fidanzato Alberto. Nina cerca di comprenderne le cause e di rimediare a questo impaccio prima parlandone con la psicologa scolastica, poi masturbandosi per la prima volta con una papera comprata in un sexy shop. Lo stesso attaccamento di Nina nei confronti di Alberto comincia a vacillare e lentamente comincia ad avvicinarsi a Mattia, un ragazzo appassionato di fumetti.
Nell'ultima puntata Nina comprende attraverso i fumetti che disegna e che rivelano il suo inconscio, che il suo blocco è dovuto al fatto che il suo ragazzo non è la persona giusta e che la persona più adatta per il primo rapporto sessuale è Mattia. Nella scena finale Mattia bacerà appassionatamente in pubblico la sua "scopamica" Daniela e Nina, avendo visto di nascosto il bacio finirà nello studio della psicologa scolastica in cerca di una soluzione ai suoi turbamenti.

## Personaggi
I principali personaggi della serie sono:
- Nina: ragazza di 16 anni figlia di un primario e di un architetto con difficoltà di approccio con l'altro sesso;
- Omar: omosessuale represso che ha una relazione con Julia ma che coltiva una relazione omossessuale segreta con Simone;
- Julia: ragazza italiana di origini latinoamericane amica intima di Nina e che negli ultimi episodi rimarrà incinta di Omar.

## Episodi
| N° | Titolo                             |
| -- | ---------------------------------- |
| 1  | La prima volta                     |
| 2  | Educazione sessuale                |
| 3  | Le sindrome di Spider Man          |
| 4  | Papere fantastiche e dove trovarle |
| 5  | L'importanza della safeword        |
| 6  | Manda foto                         |
| 7  | Ghosting                           |
| 8  | Shitty life                        |